# Tatjana Lwowna Schahumjan
Tatjana Lwowna Schahumjan (russisch Татьяна Львовна Шаумян; * 11. Januar 1938) ist eine sowjetisch-russische Indologin.

## Leben
Schahumjan, Tochter des Journalisten  Lew Stepanowitsch Schahumjan und Enkelin des Revolutionärs Stepan Schahumjan, besuchte in Moskau die Belinski-Mittelschule Nr. 19 und studierte dann an der Lomonossow-Universität Moskau in der Historischen Fakultät mit Abschluss 1960.
Seit 1960 arbeitete Schahumowa im Moskauer Institut der Völker Asiens der Akademie der Wissenschaften der UdSSR (AN-SSSR, seit 1991 Russische Akademie der Wissenschaften (RAN)), das 1970 das Institut für Orientstudien wurde. 1966 verteidigte sie mit Erfolg ihre Dissertation für die Promotion zur Kandidatin der Geschichtswissenschaften.
Seit 2001 leitete Schahumowa das Zentrum für Indische Studien des Instituts für Orientstudien der RAN. Das Zentrum teilt sich auf in den Sektor für Kulturen und den Sektor für moderne Probleme, den Schahumowa selbst leitete. Ihr Forschungsgebiet sind die geopolitischen Verhältnisse in Asien.